# Трибијано
Трибијано (итал. Tribiano) је насеље у Италији у округу Милано, региону Ломбардија.
Према процени из 2011. у насељу је живело 3095 становника. Насеље се налази на надморској висини од 96 м.

## Становништво
Према резултатима пописа становништва 2011. у општини је живело 3.312 становника.
| 1931. | 1936. | 1951. | 1961. | 1971. | 1981. | 1991. | 2001. | 2011. |
| ----- | ----- | ----- | ----- | ----- | ----- | ----- | ----- | ----- |
| 866   | 803   | 864   | 729   | 794   | 1.019 | 1.193 | 2.234 | 3.312 |